# Abronia campbelli
Abronia campbelli är en ödleart som beskrevs av  Brodie och SAVAGE 1993. Abronia campbelli ingår i släktet Abronia och familjen kopparödlor. Inga underarter finns listade i Catalogue of Life.
Arten är endast känd från en liten region i östra Guatemala. Exemplar hittades mellan 1800 och 1900 meter över havet. Området är täckt av fuktiga skogar med ekar och tallar.
Beståndet hotas av skogens omvandling till betesmarker. Dessutom fångas flera exemplar och hölls som terrariedjur. Lövträden i regionen påverkas av luftföroreningar. Det kända utbredningsområdet är 18 km² stort. IUCN listar arten som akut hotad (CR).